# Monte Frakes
El monte Frakes es un prominente volcán en escudo que marca la mayor elevación de las montañas Crary, en la Tierra de Marie Byrd, Antártida.
La montaña fue descubierta por el Servicio Geológico de los Estados Unidos mediante fotografías aéreas de reconocimientos de la fuerza aérea de la marina de los EE. UU. durante el periodo 1959-66. Fue nombrada por el Comité consultivo sobre nomenclatura antártica en memoria de Lawrence A. Frakes, geólogo del programa nacional de EE. UU. para la Antártida, el cual trabajó durante tres temporadas de verano en las islas Malvinas y la Antártida, del 1964-1965 a  1967-68.